# Sadova (gmina w okręgu Dolj)
Sadova – gmina w Rumunii, w okręgu Dolj. Obejmuje miejscowości Piscu Sadovei i Sadova. W 2011 roku liczyła 7976 mieszkańców.